# T28 (САУ)
Т28 — американський дослідний винищувач танків. Призначався для підтримки армії США під час Другої світової війни.

## Історія створення
Перш за все Т28 створювали для боротьби з Німецькими важкими танками, до прикладу Tiger II. Цю машину задумали вже навесні 1945р, але для участі в Другій світовій війні це вже було надто пізно. Розробкою САУ займалась компанія Foundry Company. Але поки було створено першу готову до бою машину, війна вже закінчилась.
Спершу Т28 вважали важким танком, але машина не мала башти, тож було вирішено перейменувати її на Т95 Gun Motor Carriage, що пізніше скасували, і машина охрестилась, як Super Heavy Tank T28. Хоча зараз Т28 знову вважається винищувачем танків[ким?].

## Двигун
Силова установка Т28 була практично ідентична встановленій на танку М26 «Першинг», хоча останній був удвічі легшим. Враховуючи тягові характеристики 500-сильного двигуна Форд-GAF, умови керованості й передавальне число трансмісії, швидкість виявилася не вище 12 км /год. Реально рекомендувалося рухатися зі швидкістю не більше 10 км /год при 2600 оборотах двигуна.

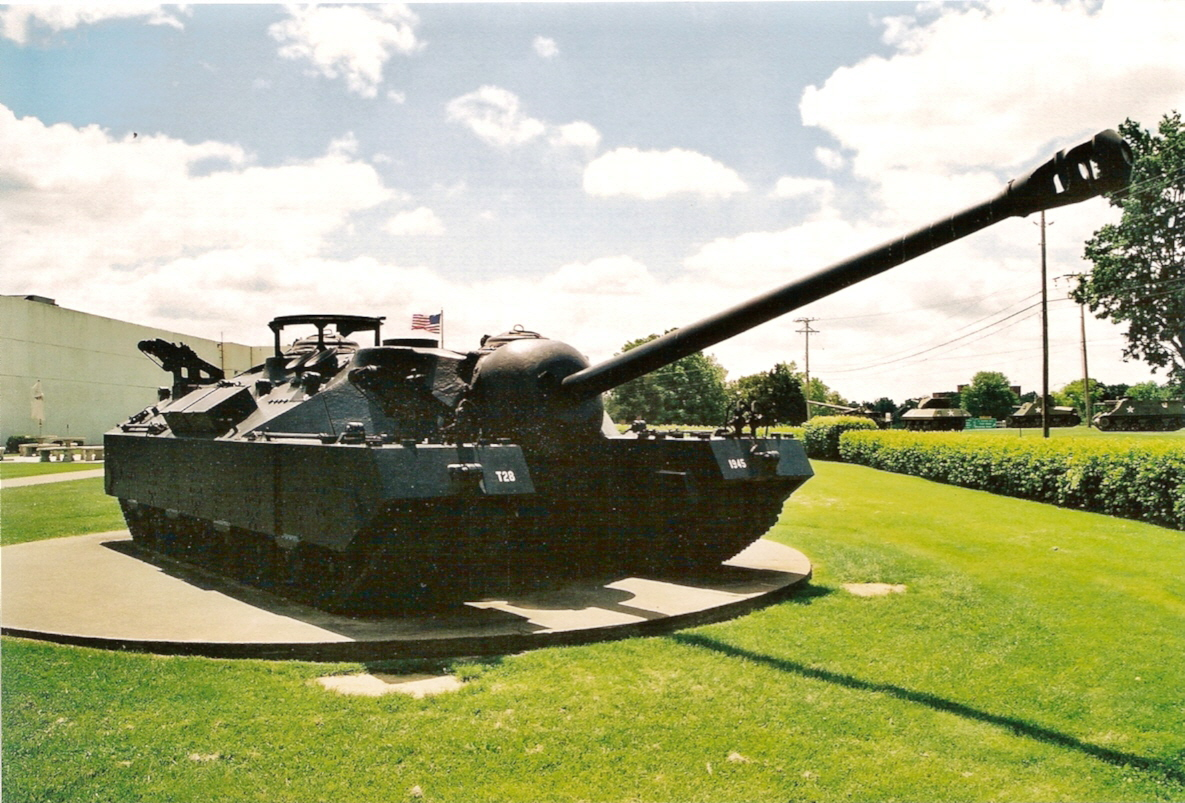
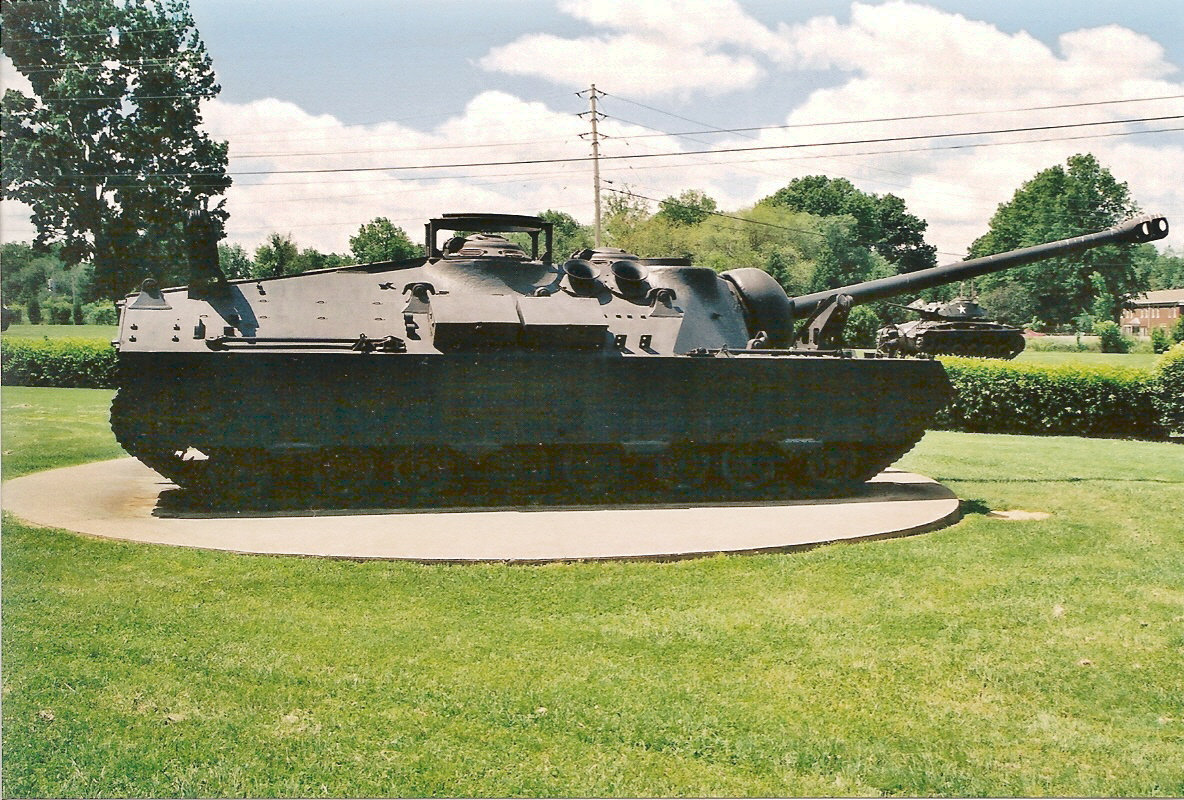
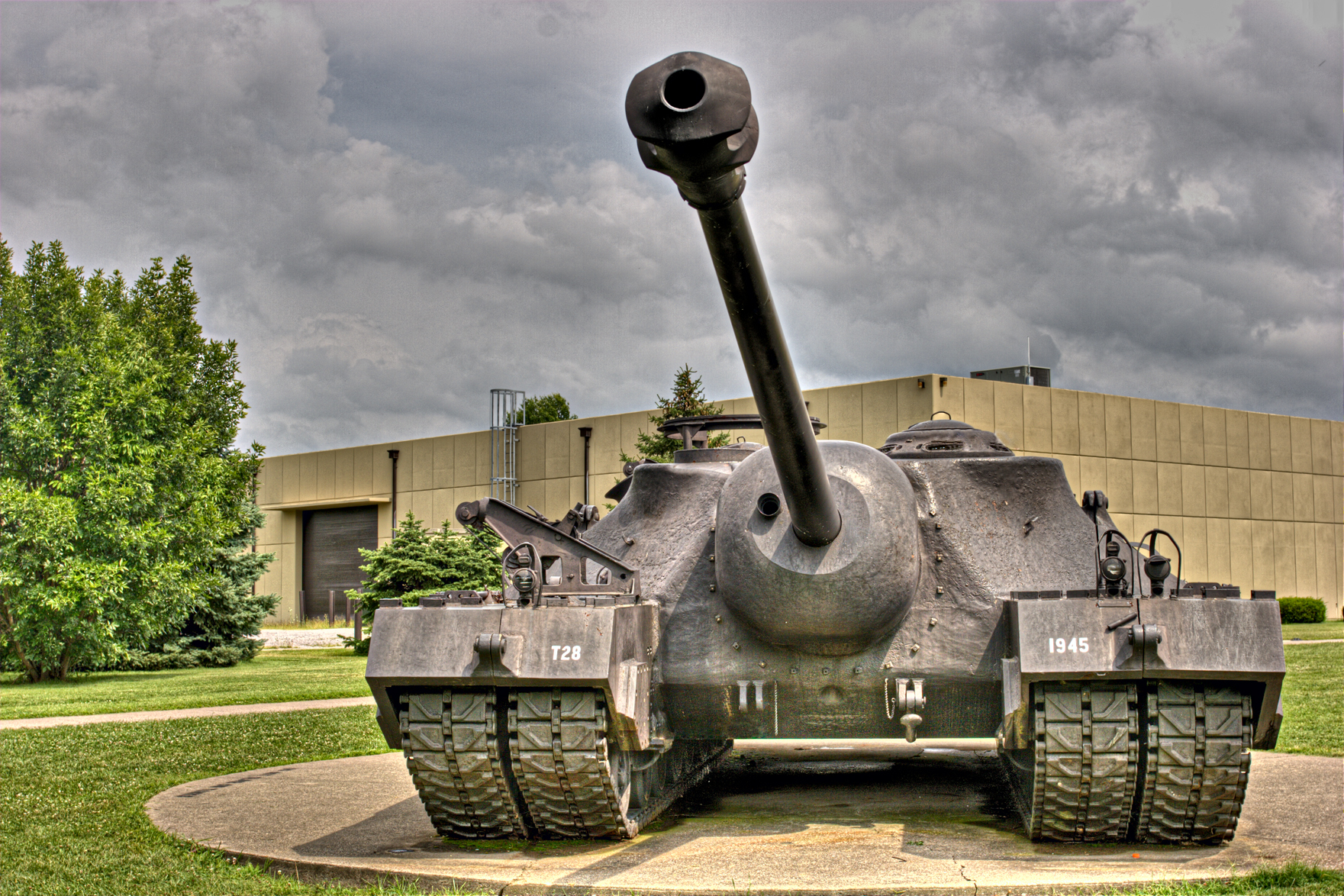